# Demokratická kandidátka izraelských Arabů
Demokratická kandidátka izraelských Arabů (hebrejsky: רשימה דמוקרטית לערביי ישראל, Rešima demokratit le-Aravej Jisra'el, arabsky: القائمة الديموقراطية لعرب إسرائيل) je bývalá izraelská politická strana izraelských Arabů existující v letech 1951–1959.

## Okolnosti vzniku a ideologie strany
Strana byla založena před volbami roku 1951 jako nová politická formace izraelských Arabů spřízněná s dominantní židovskou levicovou stranou Mapaj. Ve volbách získala 2,0 % hlasů a tři křesla, která obsadili Sajfuddín az-Zuabí, Mas'ad Kasis a Džabar Muadí. Pro svou blízkost k vládní straně Mapaj se Demokratická kandidátka izraelských Arabů po volbách stala součástí vládní koalice. Ve volbách roku 1955 její podíl voličských hlasů klesl na 1,8 % a obdržela dva poslanecké mandáty. Kromě Sajfuddína az-Zuabího tak v Knesetu usedl už jen Mas'ad Kasis. Později ale místo az-Zuabího, který odešel na post starosty Nazaretu, nastoupil jako náhradník Džabar Muadí. Ve volbách roku 1959 už strana nekandidovala. Džabar Muadí přešel do politické strany Šituf ve-achva a za ni se pak v Knesetu objevil po volbách roku 1961. Sajfuddín az-Zuabí byl zvolen ve volbách roku 1965 za formaci Kidma ve-pituach.